# Rúmen

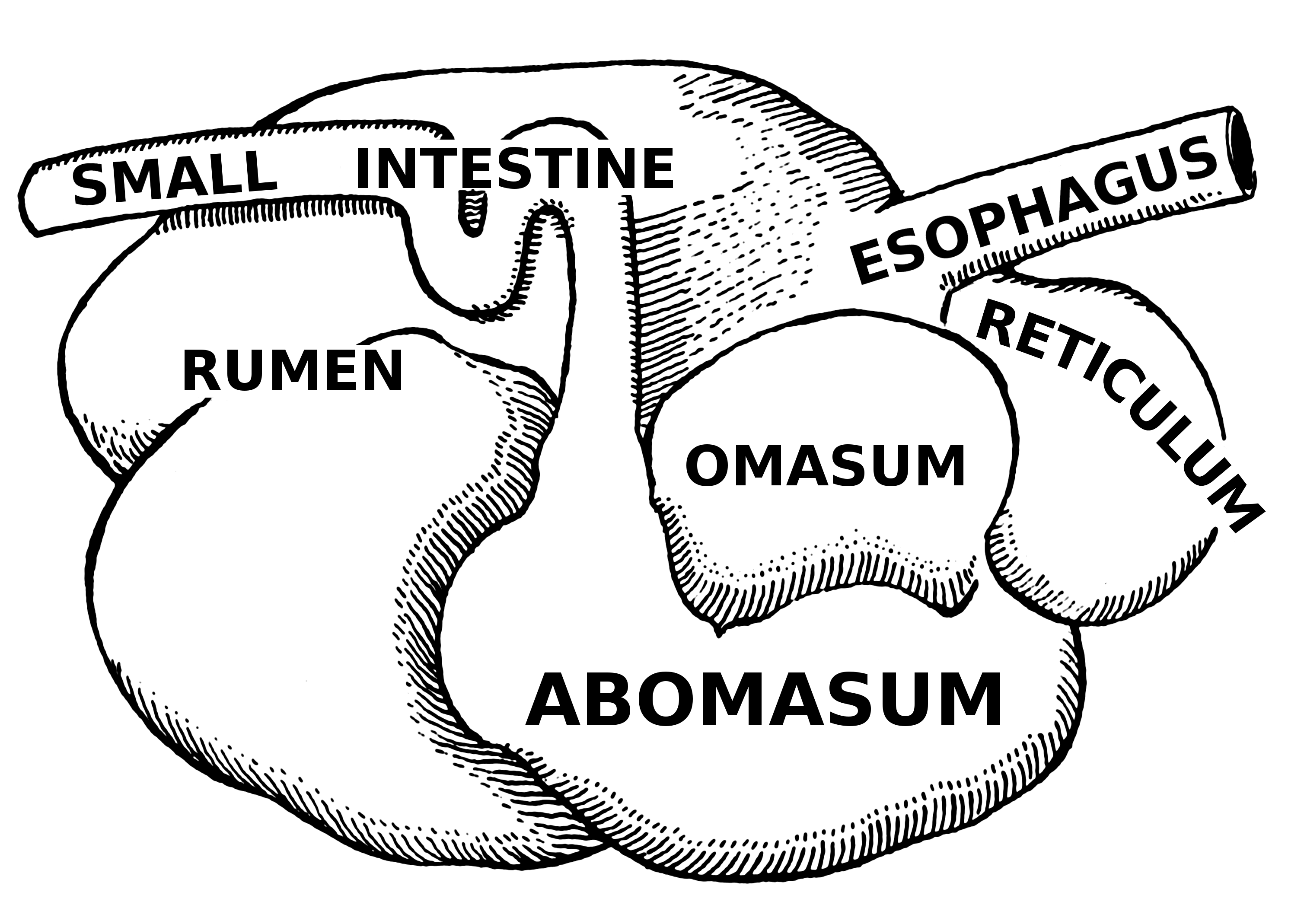
Rúmen, retículo, omaso, e abomaso.

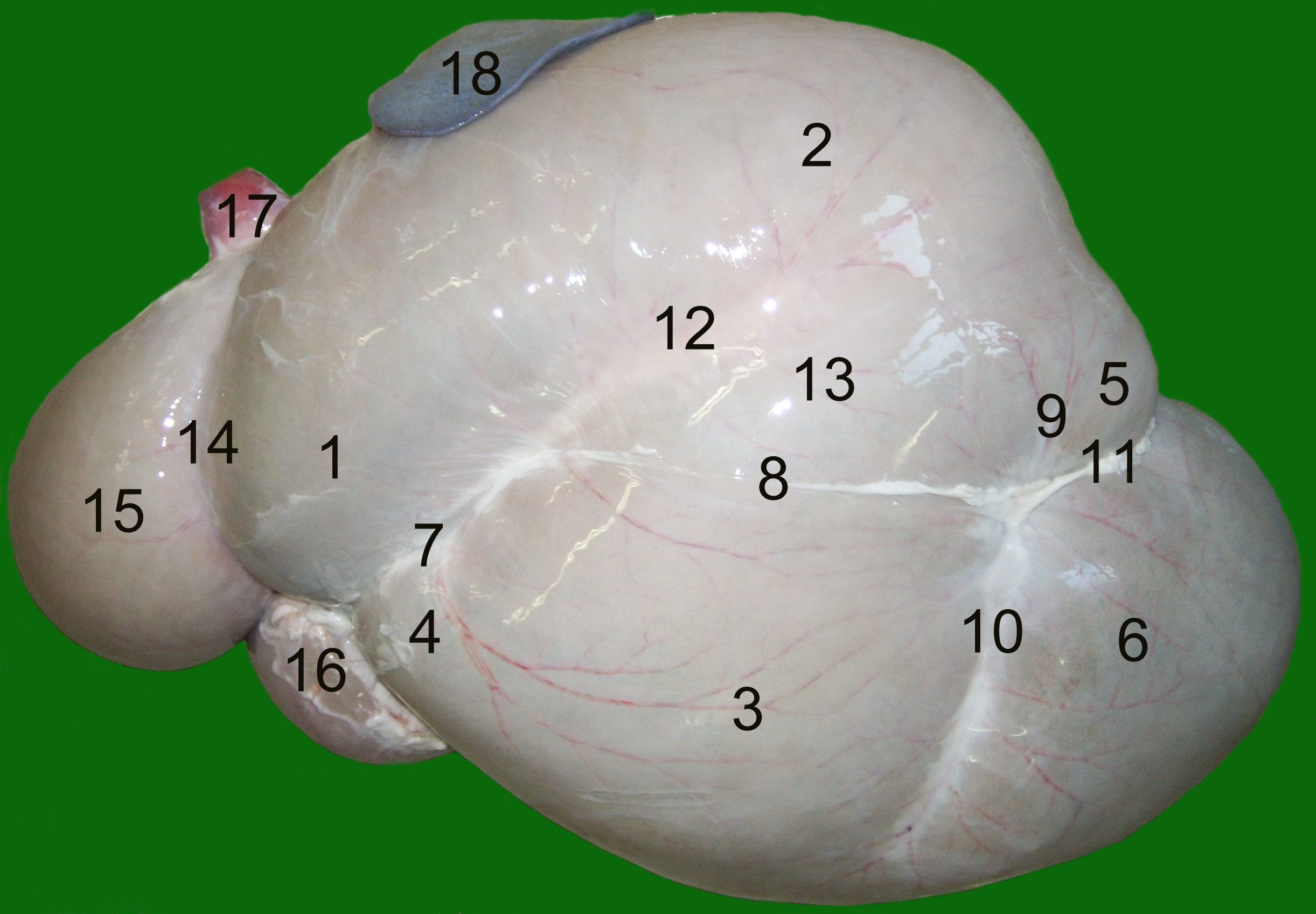
Rúmen de uma ovelha. 1 Atrium ruminis, 2 Saccus dorsalis, 3 Saccus ventralis, 4 Recessus ruminis, 5 Saccus cecus caudodorsalis, 6 Saccus cecus caudoventralis, 7 Sulcus cranialis, 8 Sulcus longitudinalis sinister, 9 Sulcus coronarius dorsalis, 10 Sulcus coronarius ventralis, 11 Sulcus caudalis, 12 Sulcus accessorius sinister, 13 Insula ruminis, 14 Sulcus ruminoreticularis, 15 Retículo, 16 Abomaso, 17 Esófago, 18 Baço.

O rúmen, rume ou pança é o primeiro compartimento do estômago dos ruminantes. Em conjunto com o retículo forma uma vasta câmara de fermentação que alberga um complexo ecossistema microbiano (ou microbiota) capaz de degradar paredes celulares vegetais, constituídas principalmente por celulose e hemicelulose. O ecossistema microbiano ruminal inclui uma grande diversidade de archaeas, bactérias, protozoários (principalmente ciliados) e fungos anaeróbios.
Os alimentos ingeridos pelos ruminantes são sujeitos a uma extensa fermentação com produção de ácidos graxos voláteis (AGVs) (i.e., ácido acético, ácido propiónico e ácido butírico) amónia, gases (dióxido de carbono e metano) e biomassa microbiana. Os ácidos graxos voláteis são extensamente absorvidos pela mucosa ruminal e constituem a principal fonte de energia dos ruminantes. A biomassa microbiana flui para o omaso e abomaso e constitui a principal fonte de proteína para o ruminante. A motilidade do rúmen permite a mistura e propulsão do conteúdo ruminal, a eructação dos gases de fermentação e a regurgitação de alimento mais fibroso de modo a ser sujeito à ruminação. O alimento que escapa do rúmen sem ser fermentado e ultrapassa o crivo omasal fica disponível para ser digerido pelo animal, que contudo não é capaz de degradar celulose e hemicelulose.